# Maquinaria agrícola
A maquinaria agrícola refere-se às estruturas e dispositivos mecânicos utilizados na agricultura. Existem muitos tipos de tais equipamentos, desde ferramentas manuais e ferramentas elétricas até tratores e os inúmeros tipos de implementos agrícolas que eles rebocam ou operam. Diversas matrizes de equipamentos são usadas na agricultura orgânica e não orgânica. Especialmente desde o advento da agricultura mecanizada, as máquinas agrícolas são uma parte indispensável de como o mundo é alimentado.

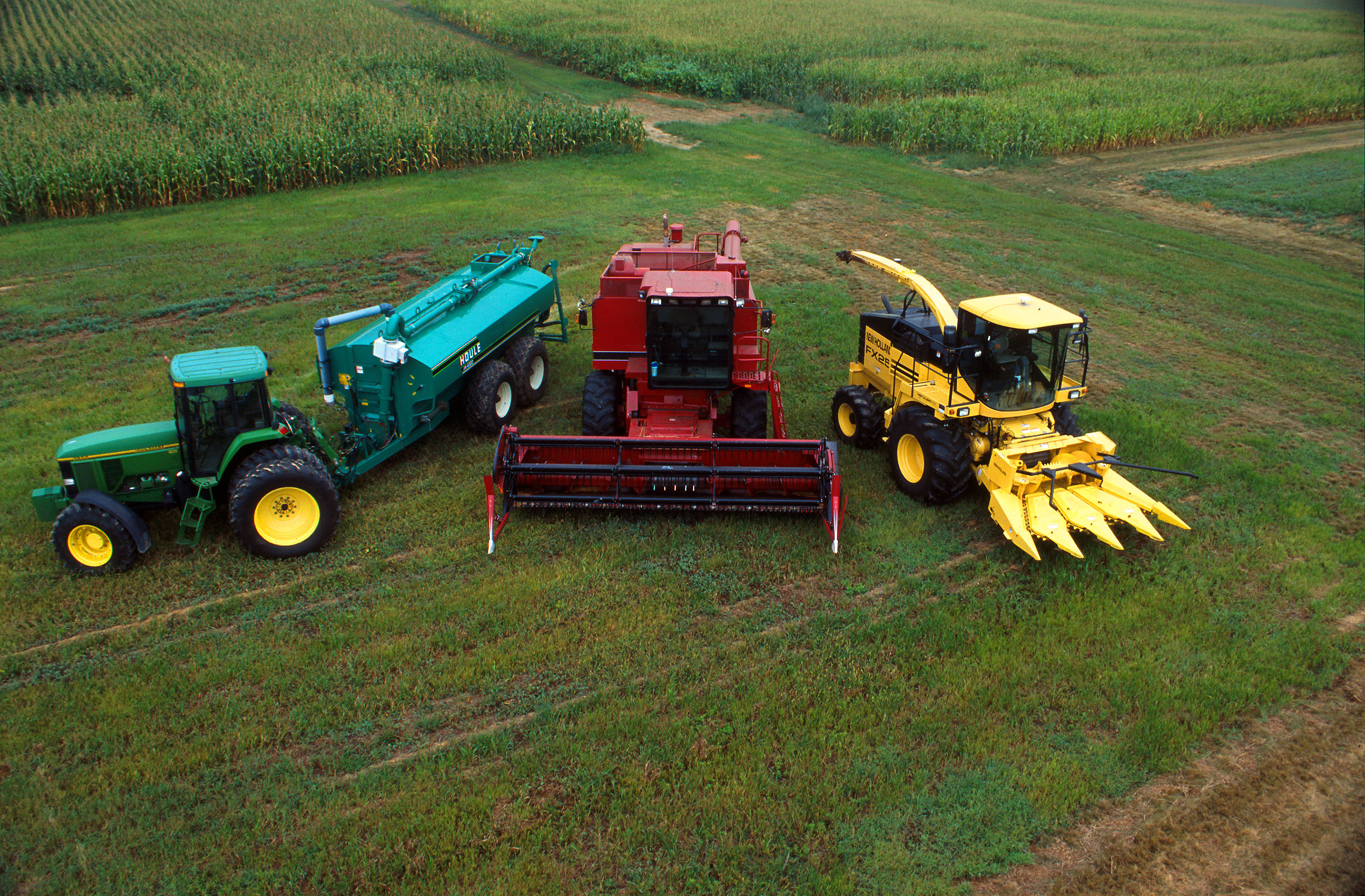
Da esquerda para a direita: Trator John Deere 7800 com reboque Houle, colheitadeira Case IH, forrageira New Holland FX 25 com cabeçote de milho

## História

### A revolução industrial
Com a chegada da Revolução Industrial e o desenvolvimento de máquinas mais complicadas, os métodos agrícolas deram um grande salto. Em vez de colher os grãos manualmente com uma lâmina afiada, as máquinas de rodas cortam uma faixa contínua. Em vez de debulhar o grão batendo-o com paus, as debulhadoras separavam as sementes das espigas e dos talos. Os primeiros tratores apareceram no final do século 19.

### Energia a vapor

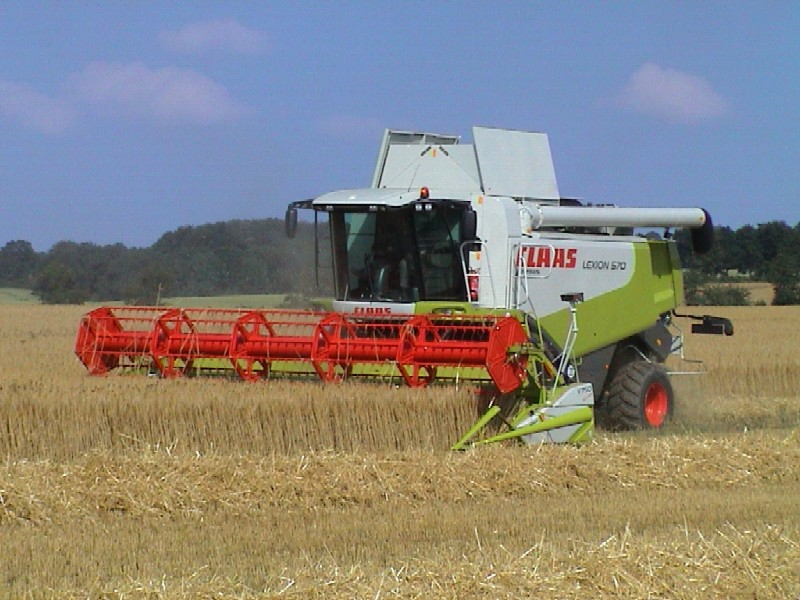
Uma ceifeira-debulhadora alemã da Claas

A energia para máquinas agrícolas era originalmente fornecida por bois ou outros animais domesticados. Com a invenção da energia a vapor veio o motor portátil e, mais tarde, o motor de tração, uma fonte de energia móvel e multifuncional que era o primo rastejante da locomotiva a vapor . Máquinas a vapor agrícolas assumiram o trabalho pesado de puxar os bois, e também foram equipadas com uma polia que poderia acionar máquinas estacionárias através do uso de uma correia longa. As máquinas movidas a vapor eram de baixa potência para os padrões atuais, mas devido ao seu tamanho e suas baixas relações de transmissão, elas podiam fornecer uma grande tração na barra de tração. A baixa velocidade das máquinas movidas a vapor levou os agricultores a comentar que os tratores tinham duas velocidades: "lenta e muito lenta".

### Motores de combustão interna
O motor de combustão interna; primeiro o motor a gasolina e depois os motores a diesel; tornou-se a principal fonte de energia para a próxima geração de tratores. Esses motores também contribuíram para o desenvolvimento da colheitadeira e debulhadora autopropulsadas, ou a colheitadeira (também abreviada para 'combine'). Em vez de cortar os talos de grãos e transportá-los para uma debulhadora estacionária, estas combinam cortar, debulhar e separar os grãos enquanto se movem continuamente pelo campo.

## Tipos de máquinas agrícolas

### Tratores
Os tratores fazem a maior parte do trabalho em uma fazenda moderna. Eles são usados para empurrar/puxar implementos – máquinas que lavram o solo, plantam sementes e realizam outras tarefas. Os implementos de lavoura preparam o solo para o plantio soltando o solo e matando ervas daninhas ou plantas concorrentes. O mais conhecido é o arado, o antigo implemento que foi atualizado em 1838 pela John Deere. Os arados agora são usados com menos frequência nos Estados Unidos do que antigamente, com discos de compensação usados para revirar o solo e cinzéis usados para obter a profundidade necessária para reter a umidade.

### Combina

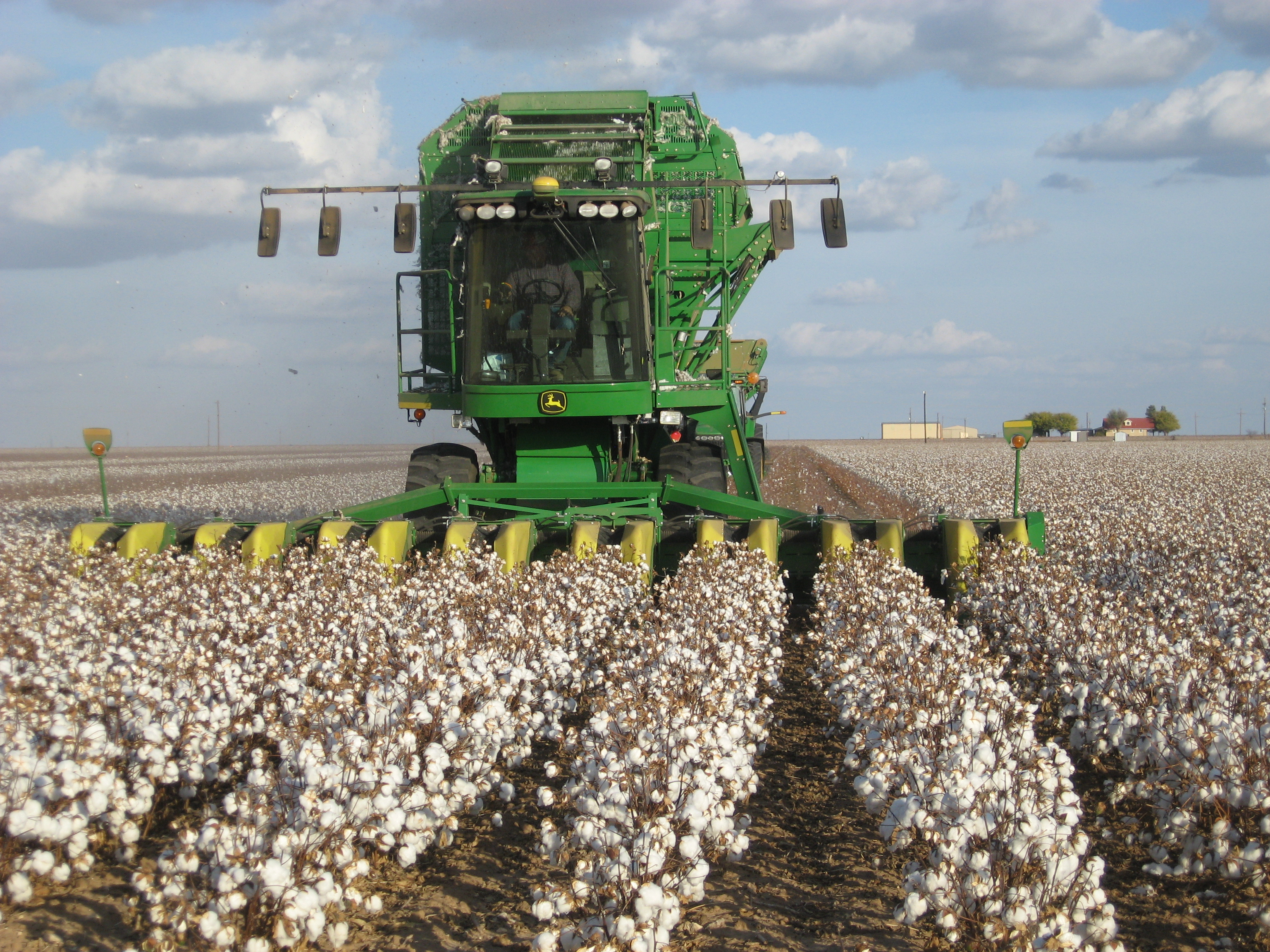
Uma colheitadeira de algodão John Deere trabalhando em um campo de algodão

Combine é uma máquina projetada para colher com eficiência uma variedade de culturas de grãos. O nome deriva da combinação de quatro operações de colheita separadas – colheita, debulha, coleta e joeira – em um único processo. Entre as culturas colhidas com colheitadeira estão trigo, arroz, aveia, centeio, cevada, milho (milho), sorgo, soja, linho (linhaça), girassol e colza.

### Plantadores
O tipo mais comum de semeador é chamado de plantador e espaça as sementes igualmente em longas fileiras, que geralmente estão separadas por dois a três pés. Algumas culturas são plantadas por brocas, que lançam muito mais sementes em fileiras com menos de trinta centímetros de distância, cobrindo o campo com culturas. Os transplantadores automatizam a tarefa de transplantar as mudas para o campo. Com o uso generalizado de cobertura de plástico, camadas de cobertura de plástico, transplantadores e semeadores estabelecem longas fileiras de plástico e plantam através delas automaticamente.

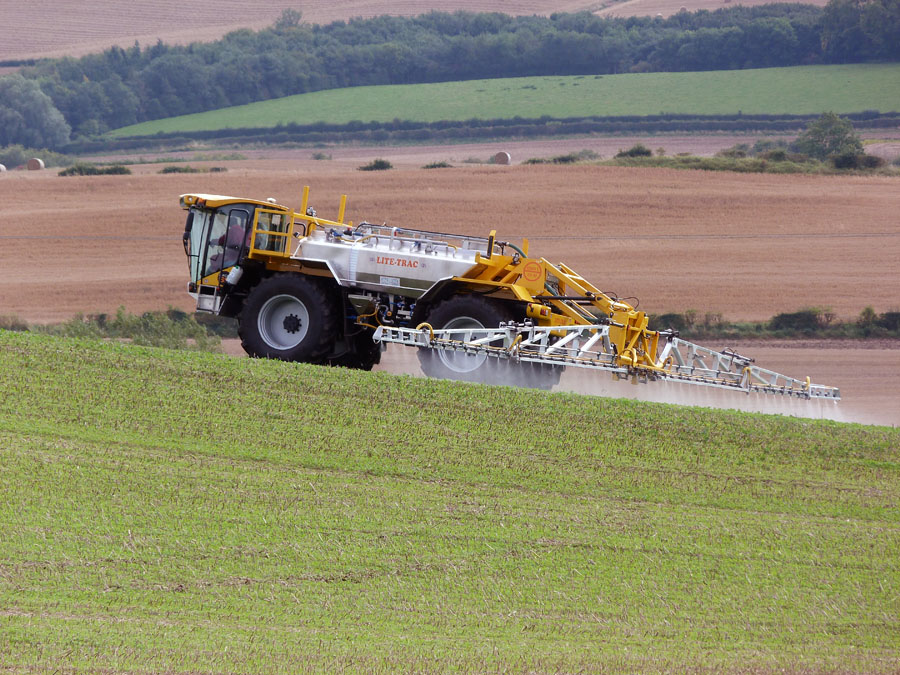
Um pulverizador de colheita britânico por Lite-Trac

### Pulverizadores
Após o plantio, outras máquinas agrícolas, como pulverizadores autopropelidos, podem ser utilizadas para aplicar fertilizantes e defensivos . A aplicação de pulverizador agrícola é um método para proteger as culturas de ervas daninhas usando herbicidas, fungicidas e inseticidas. Pulverizar ou plantar uma cultura de cobertura são maneiras de misturar o crescimento de ervas daninhas.

### Enfardadeiras e outros implementos agrícolas
As enfardadeiras de feno podem ser usadas para embalar firmemente grama ou alfafa em uma forma armazenável para os meses de inverno. A irrigação moderna depende de máquinas. Motores, bombas e outros equipamentos especializados fornecem água rapidamente e em grandes volumes para grandes áreas de terra. Tipos semelhantes de equipamentos, como pulverizadores agrícolas, podem ser usados para fornecer fertilizantes e pesticidas .
Além do trator, outros veículos foram adaptados para uso na lavoura, como caminhões, aviões e helicópteros, como para transporte de lavouras e movimentação de equipamentos , pulverização aérea e manejo de rebanhos.

## Nova tecnologia e o futuro

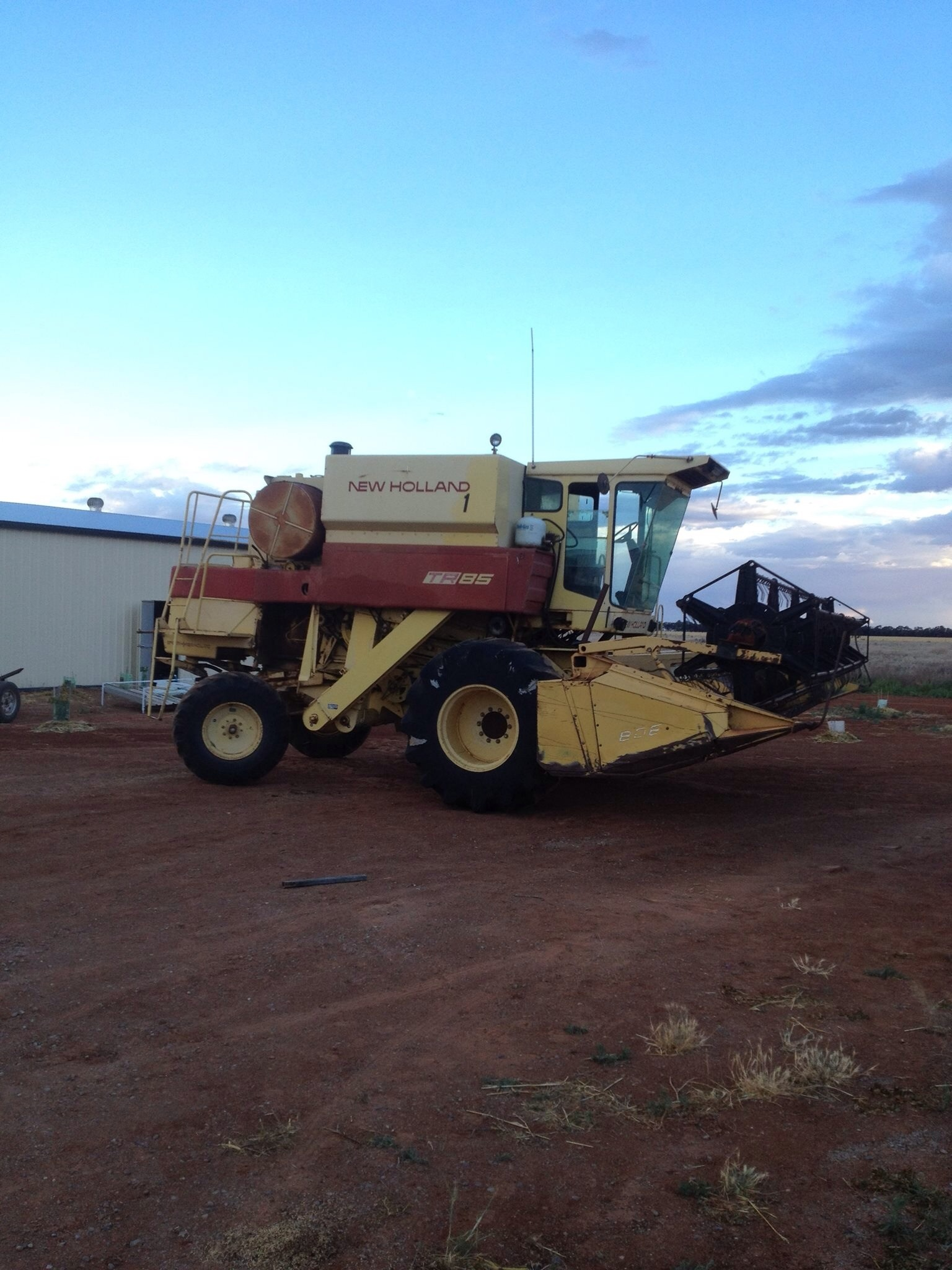
Uma ceifeira-debulhadora New Holland TR85

A tecnologia básica das máquinas agrícolas pouco mudou no último século. Embora as colheitadeiras e plantadoras modernas possam fazer um trabalho melhor ou ser ligeiramente ajustadas em relação às suas antecessoras, a colheitadeira de US$ 250.000 de hoje ainda corta, debulha e separa grãos da mesma maneira que sempre foi feita. No entanto, a tecnologia está mudando a maneira como os humanos operam as máquinas, pois sistemas de monitoramento por computador, localizadores GPS e programas de autodireção permitem que os tratores e implementos mais avançados sejam mais precisos e menos dispendiosos no uso de combustível, sementes ou fertilizantes. Em um futuro próximo, poderá haver produção em massa de tratores autônomos, que usam mapas GPS e sensores eletrônicos.

### Equipamentos agrícolas de código aberto

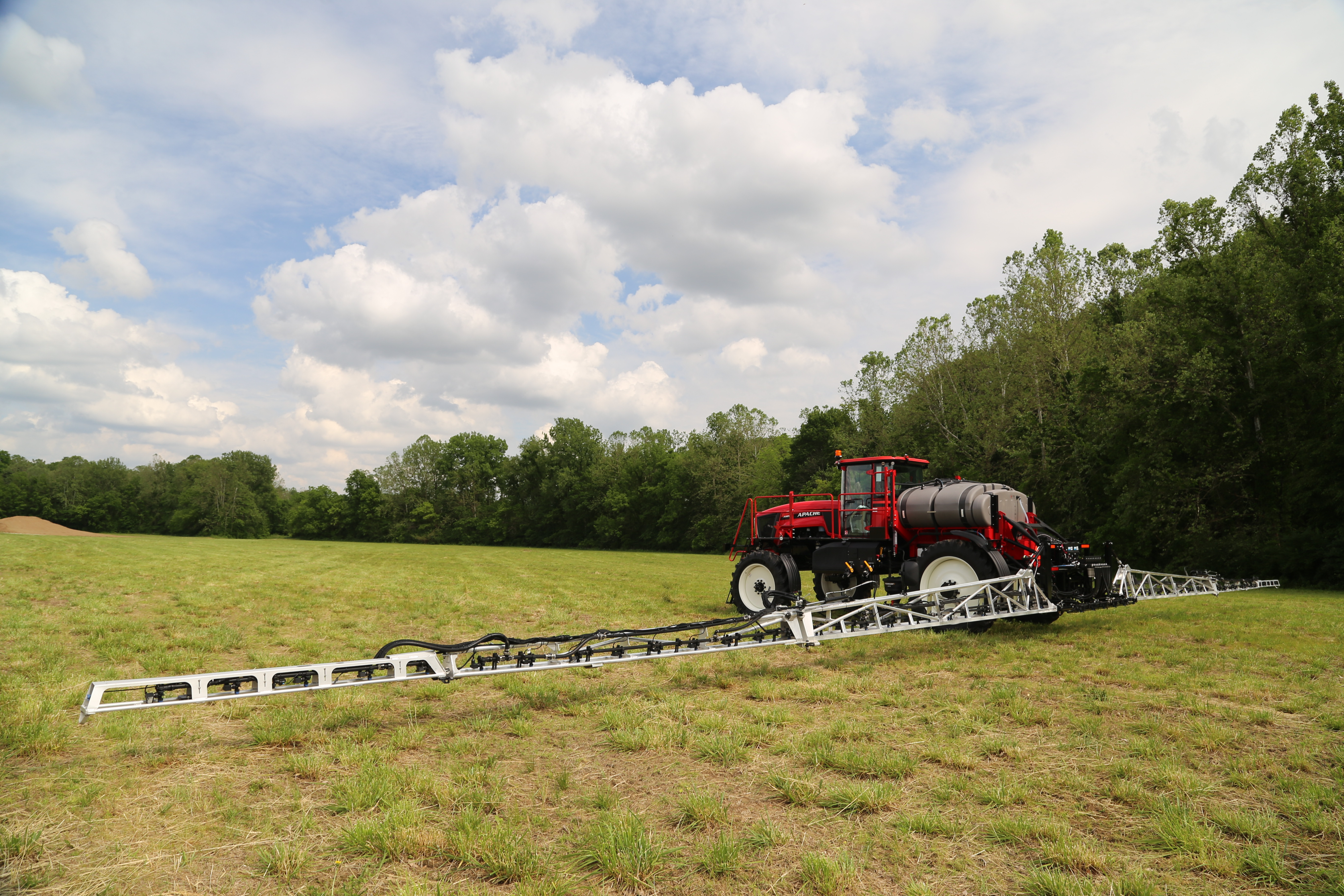
Um pulverizador Apache autopropulsado da Equipment Technologies

Muitos agricultores estão chateados com a incapacidade de consertar os novos tipos de equipamentos agrícolas de alta tecnologia. Isso se deve principalmente às empresas que usam a lei de propriedade intelectual para impedir que os agricultores tenham o direito legal de consertar seus equipamentos (ou obter acesso às informações que lhes permitam fazê-lo). Em outubro de 2015, uma isenção foi adicionada ao DMCA para permitir a inspeção e modificação do software em carros e outros veículos, incluindo máquinas agrícolas.

## Fabricantes

### Ativo
- AGCO
- Agrale
- Tratores Al-Ghazi
- Empresa Argelina de Tratores
- Arbos
- ARGO SpA
- Carraro Agritalia
- Case IH
- Tratores Challenger
- Claas
- CNH Industrial
- Daedong
- Deutz-Fahr
- Escoltas limitadas
- Fendt
- Goldoni
- Iseki
- Jacto
- JCB
- John Deere
- Fábrica de tratores de Kharkiv
- Fábrica Kirov
- Kubota
- Lamborghini Trattori
- Landini
- Lindner
- LS Mtron
- Tratores Mahindra
- Massey Ferguson
- Tratores McCormick
- Tratores Millat
- Trabalhos de tratores de Minsk
- Máquinas Agrícolas Mitsubishi
- Agricultura da Nova Holanda
- Pronar
- Shibaura
- Tratores Sonalika
- SAME
- Motores SAS
- Grupo SDF
- Stara
- Steyr
- TAFE
- TYM
- Ursus SA
- Valpadana
- Valtra
- Versatile
- Yanmar
- Grupo YTO
- Zetor
- Zoomlion

### Antigo
- Allis-Chalmers
- Case Corporation
- Empresa Ferguson-Brown
- Fiat Trattori
- Ford
- International Harvester
- Tratores Leyland
- Massey-Harris
- Renault Agriculture

Fornecedores de máquinas agrícolas
- Empresa Exportadora Aeco
- Peças para Tratores Aeco
- Aeco Tractors Emirados Árabes Unidos